# Adam Ťoupalík
Adam Ťoupalík (Tábor, 9 mei 1996) is een Tsjechischveldrijder en wegwielrenner. 

## Biografie
Als jeugdrenner reed hij voornamelijk in eigen land. Zo werd hij zowel in 2012-2013 als 2013-2014 nationaal kampioen bij de junioren, dit met grote voorsprong. Begin 2013 reed hij naar een bronzen plak op het wereldkampioenschap. In het daaropvolgende seizoen reed hij een goede internationale campagne, hij hield er zelfs de winst in de wereldbeker aan over. Na zijn tweede plek op het europees kampioenschap waren de verwachtingen op het WK hoog gespannen, deze kon hij echter niet inlossen. Tijdens de zomer won hij wel de nationale juniorentitel op de weg, zowel in de tijd- als wegrit.
Vanaf 1 september 2014 komt hij uit voor het Belgische BKCP-Powerplus. Begin 2015 werd hij verrassend Tsjechisch kampioen bij de elite. Op de Wereldkampioenschappen veldrijden 2016 behaalde Ťoupalík zilver bij de beloften, na Eli Iserbyt. Ťoupalík juichte al een ronde te vroeg, waardoor hij krachten verspeelde.
Op de Europese kampioenschappen wielrennen in 2018 op de weg werd hij zesde bij de beloften. Marc Hirschi werd Europees kampioen.
In 2018 behaalde Ťoupalík zijn eerste UCI-zege op de weg toen hij de derde etappe in de Arctic Race of Norway won.

## Palmares

### Wegwielrennen

#### Overwinningen

##### Junioren en beloften
2013
Bergklassement Ronde van Opper-Oostenrijk voor junioren
2014
Bergklassement Trofeo Karlsberg
 Tsjechisch kampioen op de weg, junioren
 Tsjechisch kampioen tijdrijden, junioren
2016
 Tsjechisch kampioenschap op de weg, beloften

##### Elite
2018 - 1 zege
3e etappe Arctic Race of Norway
2020 - 1 zege
 Tsjechisch kampioen op de weg, Elite
 Tsjechisch kampioenschap tijdrijden, Elite
2021 - 1 zege
Visegrad 4 Bicycle Race-GP Czech Republic
 Tsjechisch kampioenschap tijdrijden, Elite
2022 - 2 zeges
Visegrad 4 Bicycle Race-GP Czech Republic
Visegrad 4 Kerekparverseny
 Tsjechisch kampioenschap op de weg, Elite
2023 - 5 zeges
Trofej Umag
GP Goriška & Vipava Valley
Puntenklassement Ronde van Malopolska
Visegrad 4 Kerekparverseny
Visegrad 4 Bicycle Race-GP Czech Republic
4e etappe Ronde van Tsjechië

#### Resultaten in voornaamste wedstrijden
|      | \| Jaar \| Amstel Gold Race \| \| WK op de weg \| \| ---- \| ---------------- \| \| ------------ \| \| 2020 \| \| \| 71e \| \| 2021 \| \| \| \| \| 2022 \| \| \| \| \| 2023 \| \| \| 41e \| \| 2024 \| 64e \| \| \| |  |              |
| Jaar | Amstel Gold Race |  | WK op de weg |
| 2020 | |  | 71e          |
| 2021 | |  |              |
| 2022 | |  |              |
| 2023 | |  | 41e          |
| 2024 | 64e |  |              |

### Veldrijden

#### Overwinningen
| Seizoen   | TOI TOI Cup | WK  | EK  | TK     | Overige | Totaal aantal zeges |
| --------- | ----------- | --- | --- | ------ | ------- | ------------------- |
| 2014-2015 |             | NVT | NVT | Goud   |         | 1                   |
| 2015-2016 |             | NVT | NVT | Brons  |         | 0                   |
| 2016-2017 |             | NVT | NVT | DNS    |         | 0                   |
| 2017-2018 |             | NVT | NVT | Brons  |         | 0                   |
| 2018-2019 |             | DNS | DNS | DNS    |         | 0                   |
| 2019-2020 |             | DNS | DNS | DNS    |         | 0                   |
| 2020-2021 |             | DNS | DNS | DNF    |         | 0                   |
| 2021-2022 |             | DNS | DNS | Brons  |         | 0                   |
| 2022-2023 |             | DNS | DNS | 5e     |         | 0                   |
| 2023-2024 | Kolin       | 27e | -   | Zilver |         | 1                   |

### Jeugd
Tsjechisch kampioen, wegwedstrijd: 2014 (junioren)
 Tsjechisch kampioen, tijdrijden: 2014 (junioren)
 Tsjechisch kampioen veldrijden: 2011 & 2012 (nieuwelingen) 2013 & 2014 (junioren)
Wereldbeker veldrijden: 2013-2014 (junioren)
TOI TOI Cup: 2011 (nieuwelingen) 2013 (junioren)

## Ploegen
- 2015 –  BKCP-Powerplus
- 2016 –  Beobank-Corendon
- 2017 –  Beobank-Corendon
- 2018 –  Corendon-Circus (vanaf 16 mei)
- 2019 –  Team Sauerland NRW (vanaf 1 april)
- 2020 –  Elkov-Kasper
- 2021 –  Elkov-Kasper
- 2022 –  Elkov-Kasper
- 2023 –  Elkov-Kasper
- 2024 –  TDT-Unibet
- 2025 –  Unibet Tietema Rockets

Albert · Baestaens · Bosmans · Hoeyberghs · Petruš · Ťoupalík · D. van der Poel · M. van der Poel · Walsleben · Wouters
Baestaens · Boroš · Bosmans · Caluwé · Hoeyberghs · Petruš · Ťoupalík · D. van der Poel · M. van der Poel · Walsleben · Wouters
Baestaens · Boroš · Bosmans · Caluwé · Dekker · Hoeyberghs · Jaspers · Ťoupalík · D. van der Poel · M. van der Poel · Walsleben
Bosmans · Caluwé · Cant · Dekker · Hoeyberghs · Meeusen · Meisen · Ťoupalík · Turner · Vandebosch · D. van der Poel · M. van der Poel · Vermeersch · Walsleben
Caluwé · Dekker · del Carmen Alvarado · Meeusen · Meisen · Rouiller · Ťoupalík · Turner · Vandebosch · Vandeputte · D. van der Poel · M. van der Poel · Vermeersch
Bloem · Bomboi · Bouts · Budding · Christophersen · de Vries · Geleijn · Huens · Huyet · Inkelaar · Johannink · Kopecký · Kyffin · Loockx · Maire · Nielsen · Paige · Pedersen · Stockman · Stokbro · Ťoupalík
Bloem · Bomboi · Budding · Carboni · Christophersen · de Vries · Eiking · Geleijn · Huens · Huyet · Inkelaar · Johannink · Kopecký · Kubiš · Kyffin · Loockx · Maire · Meris · Mouris · Nielsen · Paige · Stockman · Stokbro · Ťoupalík · Verschuren